# Cronologia da Roma Antiga

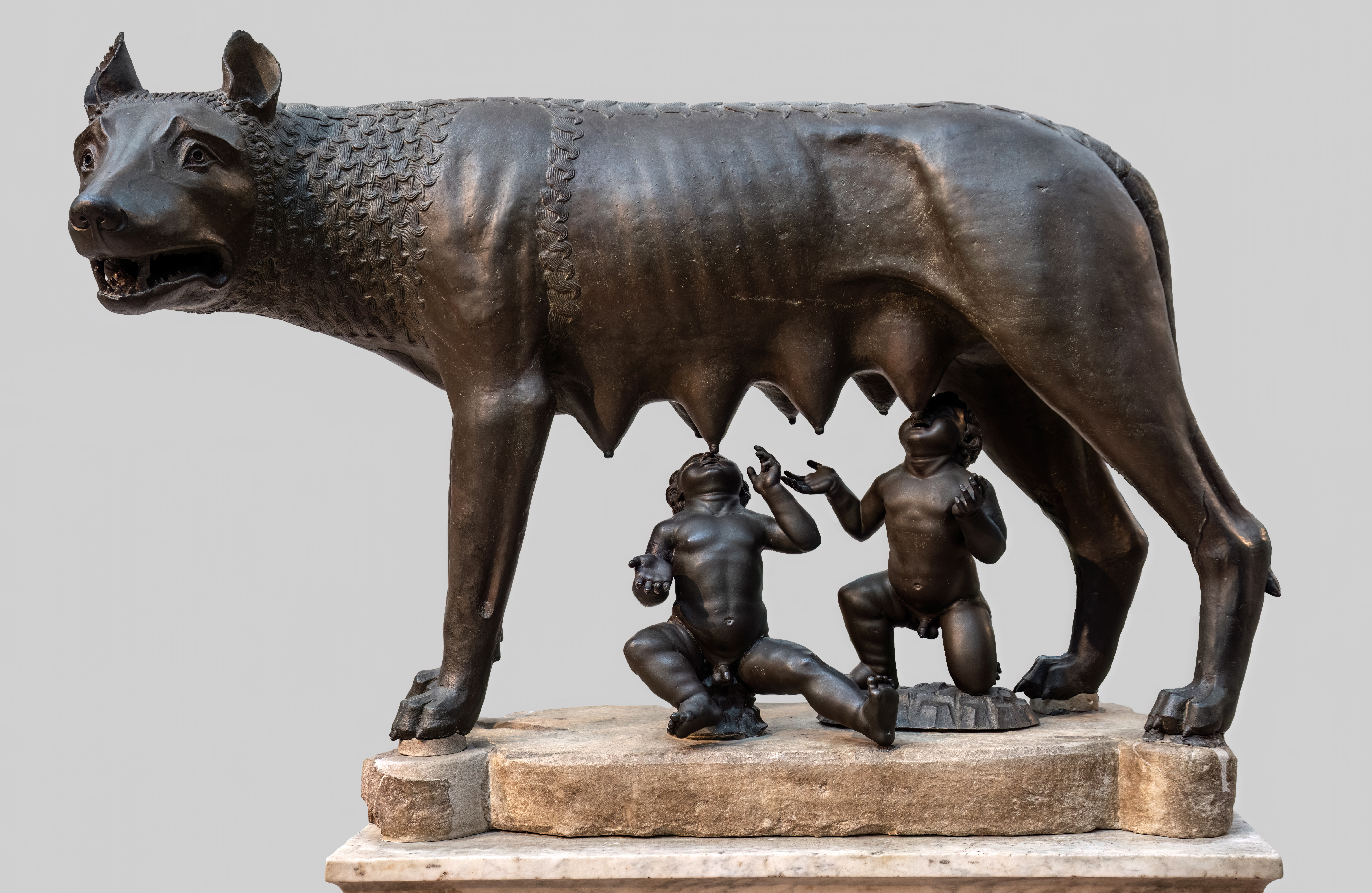
Loba Capitolina amamentando Rômulo e Remo.

A civilização romana desenvolveu-se na península Itálica a partir do século VIII a.C., inicialmente na cidade de Roma. Durante os seus doze séculos de existência, a civilização romana transitou da monarquia para uma república oligárquica até se tornar num vasto império que dominou a Europa Ocidental e ao redor de todo o mar Mediterrâneo através da conquista e assimilação cultural.

## Cronologia
Cronologia dos principais eventos históricos.

### Antes de Cristo
- 753 a.C.: Diz a lenda que a cidade foi fundada por Rómulo e Remo, filhos de Reia Sílvia com o deus Marte. Usando um arado, ele desenhou os limites de Roma. No começo, a cidade era governada por um rei.
- 509 a.C.: A cidade se dividia entre os patrícios e plebeus. Uma revolta patrícia depôs o rei Tarquínio, o Soberbo, último rei de origem etrusca) e a monarquia acabou. Início da República Romana. Os etruscos começam a entrar em declínio.
- 471 a.C.: Criação do cargo de Tribuno da Plebe.
- 450 a.C.: Promulgação da Lei das XII Tábuas.
- 367 a.C.: Lex Licinia Sextia - Os plebeus conseguem acesso ao cargo de cônsul.
- 326 a.C.: Surgiram as primeiras grandes obras: o Circo Máximo; o primeiro aqueduto, que distribuía água para toda a cidade, e a Via Ápia, uma grande estrada que permitia a movimentação de tropas.
- 275 a.C.: Começou o período de conquistas. Roma dominou as cidades gregas do sul da península Itálica, dominando-a por inteiro.
- 218 a.C.: O maior inimigo de Roma, a cidade de Cartago, do norte da África, invadiu a península Itálica. O comandante Aníbal venceu três grandes batalhas.
- 149 a.C.: Depois de ocupar a Península Ibérica e derrotar Aníbal, Roma destruiu Cartago. A cidade ficou em ruínas. No mesmo ano, as tropas romanas conquistaram a Grécia. Em 133 a.C., assumiu o controle total do mar Mediterrâneo.
- 104 a.C.: Consulado de Caio Mário.
- 81 a.C.: Ditadura de Sila.
- 73 a.C.: O gladiador Espártaco liderou uma rebelião de escravos, que construíram uma vila aos pés do monte Vesúvio. Ele venceu o exército romano sete vezes, antes de ser derrotado.
- 63 a.C.: Roma passou a controlar Jerusalém, ao anexar o Reino da Judeia.
- 59 a.C.: Dois generais inimigos Júlio César e Pompeu se uniram ao rico comerciante Marco Licínio Crasso e passaram a chefiar o governo - Primeiro Triunvirato.
- 49 a.C.: Quando Crasso morreu, os dois generais entraram em guerra. César venceu e se declarou ditador.
- 47 a.C.: César invadiu o Egipto e proclamou Cleópatra como rainha.
- 45 a.C.: O ditador contratou o astrônomo egípcio Sosígenes para criar um novo calendário de 12 meses (calendário Juliano).
- 44 a.C.: César foi assassinado por um complô do senado, liderado por seu sobrinho e filho adotivo Bruto. Ao descobrir a conspiração, ele teria dito ao traidor a famosa frase: "Até tu, Bruto, meu filho?".
- 43 a.C.: Segundo Triunvirato.
- 31 a.C.: Eleito seu sucessor, Otaviano lutou contra os generais romanos para assumir o poder.
- 30 a.C.: Derrotada em seu complô ao lado de Marco Antônio para derrotar Otaviano. Cleópatra cometeu suicídio e o Egipto foi anexado ao Império Romano.
- 27 a.C.: Em 27 a.C., Otaviano recebeu o título de Augusto. Nos 41 anos de seu reinado, Otaviano acabou com um século de conflitos e iniciou um período de 200 anos de paz e prosperidade, a chamada Pax Romana. Data convencionada pelos historiadores como início do Império Romano.
- 1 d.C.: Jesus Cristo nasceu em Belém, na Judéia. Nesta época, o império tinha cinco milhões de habitantes.

- 33: Morre Jesus Cristo em Jerusalém, crucificado.
- 37: Com a morte do imperador Tibério, assumiu em seu lugar Calígula. Ele nomeou seu cavalo Incitato senador do império e mandou esculpir sua própria cabeça em todas as estátuas de deuses de Roma. Foi assassinado quatro anos depois.
- 64: Incêndio de Roma. Uma das versões sobre as causas do incêndio aponta o próprio  imperador Nero, que culpou os cristãos.
- 70: O imperador Tito destruiu Jerusalém. Os judeus fugiram e se espalharam para a Armênia, o Iraque, o Irã, o Egito, a península Itálica, a Grécia e a Península Ibérica. O Segundo Templo foi destruído.
- 24/8/79: O vulcão Vesúvio entrou em erupção e soterrou as cidades de Pompeia e Herculano durante o reinado de Tito.
- 117: Sob o governo de Trajano, Roma conquistou a Britânia e alcançou sua maior extensão territorial, englobando o sul da Europa, o Mediterrâneo, o Egito, o Norte da África, a Gália, parte da Germânia, Mesopotâmia e atuais Bulgária, Romênia, Grécia e Turquia. Ver província romana.
- 126: Sob o governo de Adriano foi concluída a muralha, entre a Britânia e o território dos pictos, um pouco ao sul da atual fronteira entre Inglaterra e Escócia.
- 193-285: Crise do século terceiro.
- 212: O imperador Caracala fez a Constitutio Antoniniana (também conhecida como Édito de Caracalla, ou Édito de 212, na qual concedia a cidadania romana a todos os habitantes livres do império.
- 303: Com o número de cristãos atingindo 15 milhões dos 60 milhões de habitantes de império: 25% da população escrava, plebeia e até parte da elite, sobretudo em Roma, partes da África e da Ásia, Diocleciano (último imperador pagão) promoveu uma nova grande perseguição.
- 313: Com o Édito de Milão, o imperador Constantino I acabou com a perseguição aos cristãos e declarou que o império não tem mais uma religião oficial.
- 330: O imperador Constantino I reconstruiu a cidade grega de Bizâncio (atual Istambul), como uma "Nova Roma". A cidade passou a ser conhecida como Constantinopla.
- 337: Depois da morte de Constantino, seus três filhos governaram o império a partir de Constantinopla, Augusta dos Tréveros (atual Tréveris) e Mediolano (atual Milão).
- 395: Morte do imperador Teodósio I, último a governar o império unificado. Seus filhos Flávio Augusto Honório e Arcádio, governaram respectivamente o Império Romano do Ocidente e o Império Romano do Oriente.
- 410: Saque de Roma pelos visigodos.
- 452: Liderado por Átila, os hunos invadiram a península Itálica, mas não chegaram a Roma.
- 455: Os vândalos, germanos que migraram para o sul, instalados no norte da África (actuais Líbia, Marrocos e Tunísia), saquearam Roma.
- 476: Odoacro, líder dos bárbaros germânicos Hérulos derrubou Rômulo Augusto, o último imperador romano, então com 15 anos de idade. Os historiadores em geral consideram este evento como o fim do Império Romano do Ocidente e o início da Idade Média. O Império Romano do Oriente, com capital em Constantinopla, ainda duraria quase mil anos, até 1453.
- 846: No auge da decadência, a cidade de Roma ficou com apenas 30 mil habitantes. Hoje tem 2,5 milhões de pessoas.
- 1453: Os turcos otomanos (povos de origem nómade da Ásia Central) invadiram Constantinopla (actual Istambul) e derrubaram o Império Romano do Oriente ou Império Bizantino.